# 김태권
김태권(金兌權)은 대한민국의 만화가 겸 저술가이다. 《김태권의 십자군 이야기》를 비롯한 여러 만화 작품과 삽화 작업을 하였고, 《한겨레》를 비롯한 언론에 칼럼과 관련한 작품을 연재하고 있다.

## 데뷔
1994년 서울대학교 미학과에 입학하여 졸업하였고 같은 학교의 서양고전학 전공 대학원에서 라틴어와 그리스어를 전공하였다. 2002년 《김태권의 십자군 이야기》로 만화를 그리기 시작했다. 조지 W. 부시가 이라크를 침공하며 십자군을 차처한 것이 만화를 그리기로 결심한 이유가 되었다고 한다. 만화가로 데뷔하면서 장정일의 《삼국지》에 삽화도 함께 작업하였다.

## 십자군 이야기
《김태권의 십자군 이야기》는 첫 권이 2003년 출판되었다. 1권과 2권이 나온 뒤 6년 동안 연재 중단 상태에 있다가 2011년부터 프레시안에 3권이 연재되기 시작했고 2013년 제5권 〈사자심왕 리처드의 반격〉이 출간되었다.

## 삽화
《철학학교》. 《장정일 삼국지》, 《에라스무스 격언집》, 《문화로 먹고살기》 등에 삽화를 그렸다. 그 외에 《마키아벨리를 위한 변명》의 그림을 그렸다.

## 칼럼
2013년부터 2016년까지 《한겨레》 토요판에 〈김태권의 인간극장〉을 연재하였다. 한국 현대사의 인물들에 대한 조형물과 함께 간략한 약력 소개와 비평을 담은 이 칼럼은 첫회에서 문익환 목사를 소개하였고, 2016년 6월 25일 마지막 회에서는 운동권이었다가 뉴라이트로 전향한 허현준을 다뤘다.
2016년부터 역사적 사건과 인물을 평하는 〈나는 역사다〉시리즈를 한겨레에 연재하고 있고, 음식에 대한 이야기를 다루는 《ESC: 김태권의 고기고기 여행》도 연재중이다.

## 관점

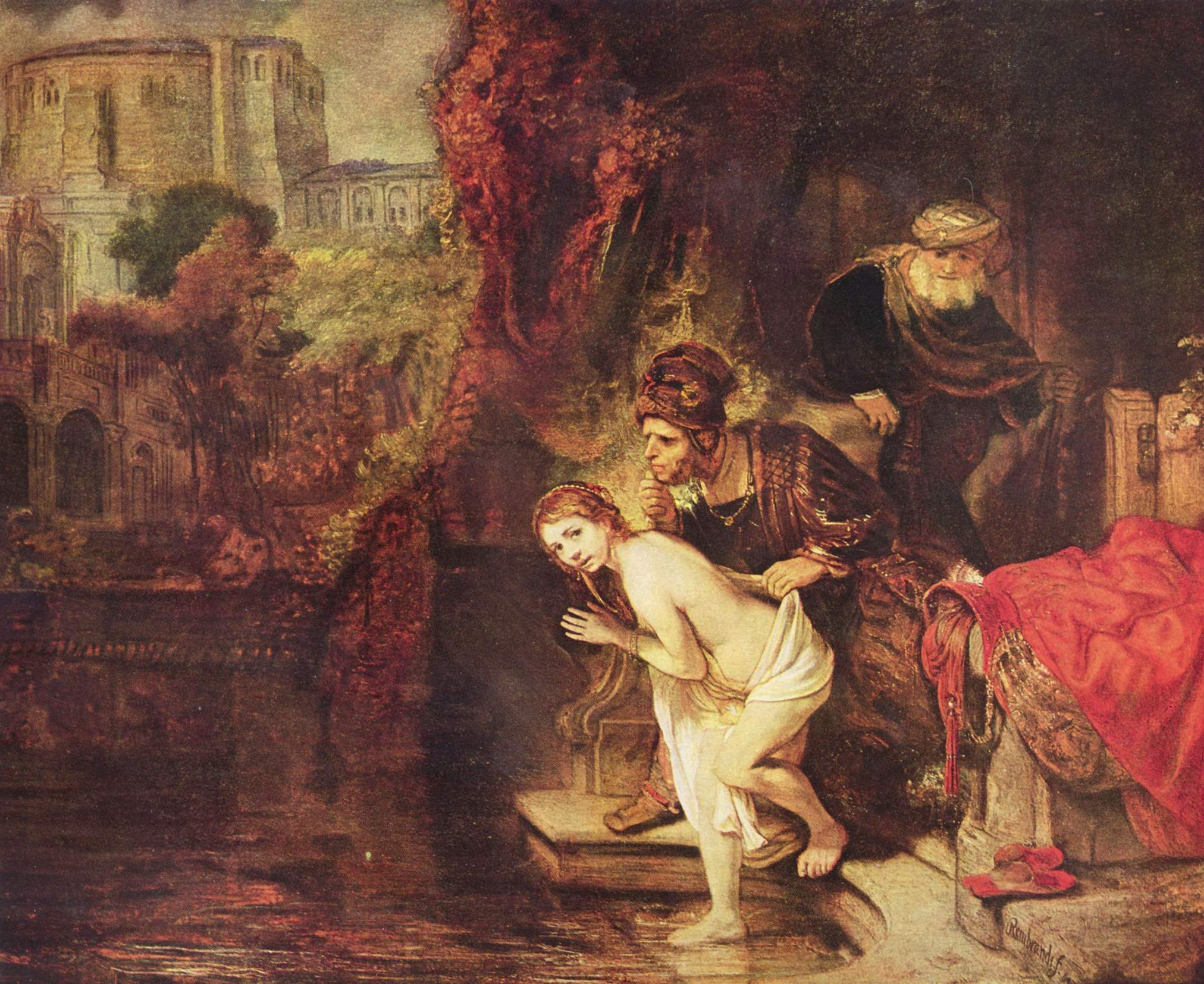
렘브란트의 수산나

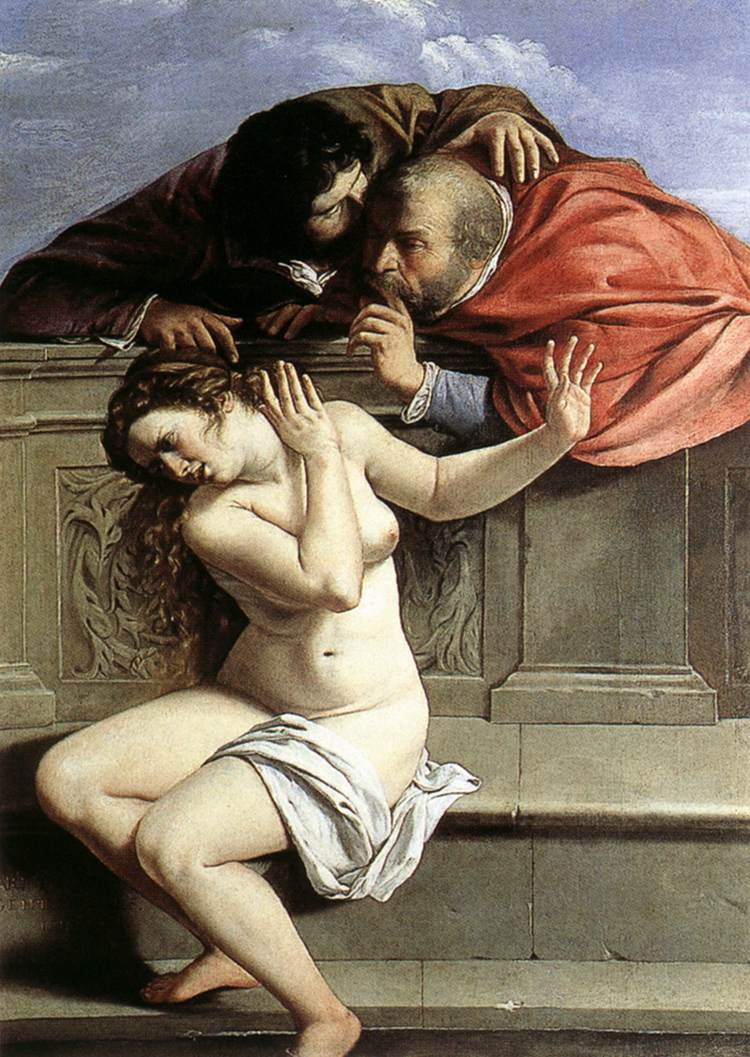
아르테미시아 젠틸레스키의 수산나

김태권은 《어린왕자의 귀환》에서 “‘자연스러운’ 경제논리를 정치논리로 재단하지 마라”와 같은 주장에 대해 경제논리 역시 이데올로기일뿐이라며 “시장원리나 경제논리는 오늘날 반대자의 입을 틀어막고 진지한 문제제기를 금한다”고 비판한다. 또한 그는 《히틀러의 성공시대》에서 "대상을 잘못잡은 증오가 얼마나 위험한가"를 드러내기 위해 온갖 진상을 떠는 히틀러를 묘사하였다. 여기에는 정치적 이념이 무엇인가와 관계없이 상대를 타자화하고 증오하는 것은 잘못된 결과를 가져 올 수 있다는 관점이 실려 있다.
김태권은 《불편한 미술관》에서 그림의 소재가 된 여성과 소수자는 그것을 바라보는 남성과 강자의 시선을 중심으로 묘사된 경우가 많다는 점을 지적하였다. 예를 들어 성희롱을 당한 성서 다니엘서의 수산나를 소재로 삼은 작품들은 성서의 이야기를 전하는 듯 하지만 많은 경우 관음증적인 시선을 드러내어 관객을 2차 가해의 공범으로 끌어드리는 시점에서 제작되었다. 반면에 여성작가 아르테미시아 젠틸레스키가 그린 같은 소재의 작품은 피해자인 수산나의 고통에 촛점이 맞추어져 있다.

## 평가
김태권은 《김태권의 십자군 이야기》를 통해 "인문학 전문 만화가"로 불리게 되었고 특유의 풍자와 해학으로 십자군에 대한 서구 중심의 관점을 해체하여 "현재와 미래의 폭력에 대치"하였다는 평을 받았다. 그의 작품에 들어있는 독특한 해학과 풍자는 "김태권표"라고 불리지만 동음이의를 이용한 해학은 기존 텍스트를 알아야 이해가 되는 요소들이 많고 좀 썰렁하지만 집요한 비판적 개그에 익숙해지는데 시간이 걸린다는 비판이 있다. 스스로도 “개그쪽은 실패했다”고 자평한 바 있다.

## 주요 저서
- 《김태권의 십자군 이야기》1 - 6권
- 《르네상스 미술 이야기》, 한겨레출판, 2009년, ISBN 978-89-8431-335-4
- 《어린왕자의 귀환》, 돌베개, 2009년, ISBN 978-89-7199-339-2
- 《김태권의 한나라 이야기》1 - 3권, 비아북
- 《히틀러의 성공시대》 1 - 2 권, 한겨레출판사
- 《불편한 미술관 - 그림 속에 숨은 인권이야기》, 창비, 2018년, ISBN 978-89-364-8622-8
- 《에라스뮈스와 친구들》, 아모르문디, 2018년, ISBN 978-89-9244-875-8